# Niviventer niviventer
Niviventer niviventer — вид пацюків (Rattini), що проживає в Індії, Непалі, Бутані та Пакистані.

## Морфологічна характеристика
Довжина голови й тулуба від 101 до 161 мм, довжина хвоста від 124 до 189 мм, довжина лапи від 26 до 34 мм, довжина вуха від 17 до 21 мм, вага до 70 грамів. Волосяний покрив може бути м'яким чи колючим. Колір верхніх частин тьмяно-коричневий, а черевні частини білі. Лінія поділу вздовж боків чітка. Лапи білі, довгі ' тонкі. Хвіст довший за голову і тулуб, зверху темно-коричневий, знизу білий; є кінцевий пучок.

## Середовище проживання
Мешкає в помірних хвойних і широколистяних лісах, у вічнозелених тропічних лісах і в лісах вздовж річок до 3600 метрів над рівнем моря.

## Спосіб життя
Це нічний вид.